# Lăzăreni
Lăzăreni là một xã thuộc hạt Bihor, România. Dân số thời điểm năm 2002 là 3039 người.